# NGC 2617
NGC 2617 é uma galáxia espiral (S0-a) localizada na direcção da constelação de Hydra. Possui uma declinação de -04° 05' 16" e uma ascensão recta de 8 horas, 35 minutos e 38,9 segundos.
A galáxia NGC 2617 foi descoberta em 12 de Fevereiro de 1885 por Édouard Jean-Marie Stephan.